# Красная Речка (Ардатовский район)
Кра́сная Ре́чка — сельский посёлок в Ардатовском районе Нижегородской области. Входит в состав Личадеевского сельсовета.

## Этимология
Название посёлка происходит от названия небольшой реки Красной, недалеко от устья которой он стоит. Название реки в свою очередь происходит от цвета воды в ней, имеющей красновато-буроватый оттенок из-за глинистого русла.

## Географическое положение
Посёлок Красная Речка находится на юго-западе Нижегородской области России, на правом берегу реки Тёши. Административный центр муниципального округа Ардатов находится в 24 км к юго-западу от Красной Речки. Посёлок соединён просёлочными дорогами на северо-западе с покинутой деревней Помелихой (расстояние 6 км), на севере — с деревней Волчихой (7 км), на юге — с селом Личадеево (расстояние 3 км). С севера посёлок обступают сплошные смешанные леса Личадеевского заказника. Высота над уровнем моря около 107 метров.
Посёлок Красная Речка, как и вся Нижегородская область, находится в часовой зоне МСК (московское время). Смещение применяемого времени относительно UTC составляет +3:00.

## Административная принадлежность
Сельский посёлок Красная Речка входит в состав Личадеевского сельсовета Ардатовского муниципального округа Нижегородской области Российской Федерации.

## Климат
Посёлок находится в зоне умеренно-континентального климата, который характеризуется холодной продолжительной зимой и тёплым, но достаточно коротким летом. За год выпадает в среднем 450—550 мм осадков, из них 68 % — в виде дождя и 32 % — в виде снега. Среднегодовая относительная влажность воздуха — 76 %. Снежный покров достигает 50 см, а в особо снежные зимы может достигать одного метра и более.
Весна приходит резко, обычно к середине апреля, при этом вплоть до середины мая нередки заморозки. Лето сравнительно короткое и достаточно жаркое — в отдельные годы температура может достигать 36 °C. Шапка лета приходится на июль. В конце весны и лета нередки грозы — их может случаться до 20 за год, почти каждый год выпадает град. Осень приходит в сентябре и стоит до начала ноября, но уже в сентябре нередки заморозки. Зима наступает в начале ноября и продолжается до середины марта. Обычно первый снег выпадает в октябре и держится в течение пяти месяцев, сходит к 10—15 апреля. Почва промерзает на глубину 70—90 см.
Вегетационный период составляет 189 дней, продолжительность безморозного периода — 137 дней.

## Население
| Численность населения | Численность населения | Численность населения | Численность населения | Численность населения |
| 1978                  | 1993                  | 2002                  | 2010                  | 2021                  |
| --------------------- | --------------------- | --------------------- | --------------------- | --------------------- |
| 32                    | ↘8                    | ↘2                    | →2                    | ↗3                    |

## Инфраструктура
В посёлке единственная улица Лесная.